# Candiota
Candiota est une ville brésilienne du Sud-Est de l'État du Rio Grande do Sul, faisant partie de la microrégion des Serras du Sud-Est et située à 391 km au sud-ouest de Porto Alegre, capitale de l'État. Elle se situe à une latitude de 31° 33′ 29″ sud et à une longitude de 53° 40′ 21″ ouest, à une altitude de 220 mètres. Sa population était estimée à 8 236 en 2007, pour une superficie de 934 km2.
Le nom de la ville se doit à la présence d'une famille d'immigrés grecs de Crête (Île de Candie ; ses habitants, en portugais, Candiotos) qui possédaient les terres de l'actuelle municipalité et désappropriées pour la construction d'une usine thermoélectrique.
L'économie de Candiota est en train de se transformer, en raison de la production d'énergie électrique et de ciment, grâce au charbon et au calcaire de son sous-sol. Il y a aussi beaucoup d'argile, permettant la création d'un pôle de création de céramique. L'agriculture et l'élevage traditionnels y sont aussi bien développés : vaches laitières, ovins, riziculture, fruits, plantes oléifères, maïs, pomme de terre, manioc, carotte, etc. 

## Laminede Candiota
Elle fait partie du plus grand gisement de charbon minéral du pays. Depuis 1961, ces réserves qui vont jusqu'à 50 m de profondeur sont exploitées à ciel ouvert. Le minerai est essentiellement destiné à l'usage thermoélectrique de l'usine Presidente Médici, de 350 MW.
L'extraction de la ressource est faite à l'aide d'excavatrice dragline. L'unité de concassage fonctionne en deux lignes indépendantes d'une capacité totale de 800 t/h. Le transport du charbon jusqu'à la centrale électrique s'y fait par un tapis roulant de 2,3 km de longueur.

## L'argile
Plus récemment, dans le cadre de la mise en place de nouvelles industries dans la moitié sud de l'État, la Companhia Riograndense de Mineração (CRM - Compagnie riograndense d'extraction minière) a développé l'usage à un niveau industriel des énormes réserves d'argile de Candiota. Dans les zones où s'exploite le charbon, celles-ci peuvent être extraites à des coûts relativement bas et, de ce fait, permettre sur la région l'installation d'industries céramiques de forte capacité. La production céramique est faite en partenariat avec la Préfecture de Shiga, au Japon, utilisant l'argile et les cendres produites par la combustion du charbon.

## Villes voisines
- Bagé
- Pinheiro Machado
- Pedras Altas
- Aceguá
- Hulha Negra